# Mikheil Saakashvili
Mikheil Nik'olozis dze Saak'ashvili (em georgiano: მიხეილ ნიკოლოზის ძე სააკაშვილი; Tbilisi, 21 de dezembro de 1967) também conhecido como Mikheil Saakashvili, ou apenas Misha, é um advogado e político ucraniano nascido na Geórgia, anteriormente apátrida que serviu como Presidente da Geórgia entre 2004 a 2013 após a sua liderança na Revolução Rosa de 2003. 
Quando deixou o cargo, acabou se mudando para Ucrânia logo após o Euromaidan (na qual ele apoiou formalmente). Foi nomeado em 2015 pelo presidente Petro Poroshenko de assumir o cargo de Governador da Oblast de Odessa, ficando até sua renúncia em 7 de novembro de 2016 . 

## Biografia
Nascido e criado em Tbilisi, teve uma infância confortável com seu pai, um médico, e sua mãe, uma professora. Em 1984, graduou-se na escola N51, de Tbilisi. No mesmo ano conseguiu graduação na Universidade de Kiev, na Ucrânia, pelo Instituto de Relações Internacionais. Obteve o mestrado na faculdade de ciências jurídicas da Universidade de Nova Iorque, nos Estados Unidos, como aluno bolsista do Congresso estadunidense.
Ainda na área acadêmica, entre 1995 e 1996, realizou cursos de pós-graduação no Centro Nacional Jurídico da Universidade de Washington. Também lhe foi concedido o diploma do Instituto Internacional de Direitos Humanos de Estrasburgo, na França.
Profissionalmente, Saakashvili trabalhou no Instituto de Direitos Humanos da Noruega, no Comitê de Estado de Proteção dos Direitos Humanos da Geórgia e num escritório de advocacia em Nova Iorque.
Em dezembro de 1995 foi eleito presidente do comitê parlamentar de constituição e justiça. 
Desde agosto de 1998 é presidente do partido "união dos cidadãos". No dia 31 de outubro de 1999, Saakashvili foi eleito membro do Parlamento pelo distrito E.D. N2 de Vake.
Atualmente é o vice-presidente do Congresso Parlamentar do Conselho Europeu, posto ocupado desde janeiro de 2000. Em 12 de outubro de 2000, foi nomeado ministro da justiça. No dia 21 de outubro do mesmo ano, Mikhail foi reeleito para o Parlamento pela população do distrito de Vake.
Em junho de 2002, Saakashvili conseguiu se eleger presidente do conjunto de Tbilisi -Sakrebulo - através de um acordo entre o Movimento Nacional e o Partido Trabalhista Georgiano.
Nas eleições parlamentares do dia 2 de novembro de 2003, observadores locais e internacionais denunciaram grande número de fraudes. Saakashvilli reivindicou uma vitória com maioria esmagadora. Boa parte dos georgianos se manifestaram contra o governo de Eduard Shevardnadze por meio de um movimento de rebeldia civil sem violência contra as autoridades. Forças de oposição se uniram para exigir a expulsão de Shevardnadze e a realização de novas eleições.
Uma maciça demonstração política (conhecida como "Revolução das Rosas") aconteceu durante os dias 20 e 23 de novembro em Tbilisi, com cerca de 100 mil pessoas acompanhando os discursos de Saaskashvili e de outras lideranças da oposição. Após duas semanas de protestos, Shevardnadze renunciou ao cargo de presidente. Foi substituído temporariamente pela presidente do Parlamento, Nino Burjanadze.
Na presidência, iniciou uma série de reformas nos sistemas de saúde e educação, investiu em infraestrutura e nas forças armadas. A economia do país e as condições de vida do povo melhoraram, mas sua administração também foi marcada por acusações constantes de corrupção. Foi reeleito em 6 de janeiro de 2008, com 52,8% dos votos.
Durante seu governo, procurou aproximar a Geórgia do Ocidente, algo reprovado pela Rússia, que sempre exerceu influência sobre o país. Ao final de 2008, lutou contra movimentos separatistas apoiados por Moscou (Guerra Russo-Georgiana) no norte da sua nação (nas regiões da Abecásia e da Ossétia). Frente ao apoio militar russo aos rebeldes, teve que recuar. No pós-guerra, reergueu a infraestrutura do seu país e reconstruiu as forças armadas georgianas.
Defensor das boas relações entre as nações europeias, ele apoiou energeticamente o movimento conhecido como Euromaidan, na Ucrânia, que derrubou o governo pró-Rússia local. Em maio de 2015, o presidente ucraniano, Petro Poroshenko, o apontou como governador de Odessa, no sul da Ucrânia, e lhe foi dada também cidadania ucraniana. Em 2016, Mikheil renunciou ao cargo de governador de Odessa, acusando o governo ucraniano de ser "corrupto e disfuncional" e um ano depois, por motivos não esclarecidos pelo governo da Ucrânia, ele perdeu a cidadania ucraniana, se tornando um "apátrida".